# Violet Berlin
Violet Berlin (2 de enero de 1968) es una presentadora de televisión, productora y guionista de películas, juegos y experiencias inmersivas británica. Es más conocida por su cobertura pionera de la tecnología innovadora y los videojuegos. También ha inspirado varios personajes jugadores en videojuegos como Micro Machines 2: Turbo Tournament .

## Trayectoria
Berlin apareció por primera vez en las pantallas de televisión en la década de 1990, como presentadora de WildBunch en la BBC1 y de 1990 a 1992 fue guionista y presentadora del programa juvenil en directo Cool Cube para BSkyB. En Cool Cube produjo y presentó la primera cobertura regular de juegos de computadora y videojuegos para la televisión británica.
Entre 1992 y 1996, presentó Bad influence!, emitiéndose en CITV con una audiencia de 5 millones de espectadores. Fue presentadora de una serie de videojuegos junto a Andy Crane en ITV. Realizó reportajes fuera en los EE. UU. y Japón y escribió y presentó sus propios artículos de opinión como "Virtual Violet".
Berlin luego fue anfitriona de programas de televisión terrestre, como Saturday Disney y el  programa sobre ciencia de larga duración para la ITV, The Big Bang. En julio de 1999, en el 30 aniversario del vuelo del Apolo 11, copresentó con Jon Snow el programa en directo del Canal 4 del Reino Unido Real Time Apollo: One Small Step.
También es conocida por producir, escribir y presentar programas de videojuegos, incluidos GameSpot TV y Gamepad, que se emitieron en el canal satelital Bravo entre 2001 y 2004. Gamepad se desarrolló durante cuatro temporadas y fue producida por la compañía que dirigìa Berlín junto a su pareja, el presentador de televisión y podcaster Gareth Jones.
Desde 2004, Berlin ha sido guionista y narradora de historias para experiencias interactivas e inmersivas, incluidos museos y sitios culturales y patrimoniales. Ayudó a diseñar juegos narrativos ramificados para la BBC y el Museo de Ciencias de Londres. Ha escrito los guiones de las películas de proyección a gran escala, incluido un poema visual inmersivo para Jardines de Bahía en Singapur y creó los personajes dramáticos que aparecen como parte de la experiencia interactiva del Templo de Amaravati del Museo Británico en 2018, donde los visitantes interactúan con peregrinos a quienes convocan en un antiguo santuario budista.
Berlin ha escrito cientos de juegos digitales y películas inmersivas para atracciones turísticas en todo el mundo. A veces aparece en el podcast de automovilismo de su expareja Gareth Jone, Gareth Jones on Speed.

## Roles en videojuegos y películas
En 1994, se convirtió en un personaje jugable en el videojuego de carreras de Codemasters Micro Machines 2: Turbo Tournament así como en episodios posteriores, incluida Micro Machines World Series revivida a partir de 2017, y también aparece como un personaje no jugador en Gabriel Knight 2 y Normality y como ella misma en el juego EVE de Peter Gabriel.
Berlín también apareció como líder de culto en una película de ciencia ficción escrita por el guionista Paul Rose. En 2022, Berlín interpretó el papel de la reina Isabel de Francia en una película inmersiva que se mostró a los visitantes en la puerta de entrada cuando visitaron el castillo de Leeds en Kent.

## Reconocimientos
EVE fue un juego de aventuras musicales y artísticas con el que Berlin obtuvo el Gran Premio Milia d'Or en Cannes en 1996.[cita requerida]